# Anouk Kootstra
Anouk Kootstra (Enschede, 1987) is een Nederlandse onderzoeksjournaliste, socioloog en politicoloog. Als docent Interdisciplinaire Sociale Wetenschap werkt ze sinds 2016 aan de Universiteit van Amsterdam.

## Opleiding
Anouk Kootstra groeide op in een arbeidersgezin in Enschede.
Na het gymnasium en haar studie sociale wetenschappen aan de Universiteit van Amsterdam promoveerde zij in Manchester in de politicologie op een onderzoek naar de effecten van migratie en toenemende etnische diversiteit op solidariteit in een diverse samenleving.
Als onderzoeksjournalist schrijft ze voor Investico over overheidsinstanties als DUO, het UWV, het CIZ en de IND. Ze maakte deel uit van het internationale journalistenteam dat onderzoek deed naar de FinCEN Files en de Pandora Papers.
Ook deed ze onder meer onderzoek naar de Nederlandse asielprocedures, de aanpak van zedenzaken door de politie en naar de betrokkenheid van ING bij een Russisch witwasnetwerk.

## Erkenning
Kootstra was in 2012 de eerste winnares van de Robbert Dijkgraaf essayprijs. Ze kreeg de prijs voor haar artikel 'De smartphone als modern panopticum'. Ook kreeg ze dat jaar de Award Beste docent Faculteit Maatschappij- en Gedragswetenschappen van de Universiteit van Amsterdam.
In 2019 won ze een Tegel in de categorie Pionier voor onderzoek naar de manipulatie van criminaliteitscijfers.
Een jaar later won ze de Joost Zwagerman Essayprijs voor haar essay ‘Een jas die past’, over de rol van klasse en sociale mobiliteit. Hierin verwonderde zij zich over de verschillen tussen het milieu waarin ze is opgegroeid en de wereld van hoogopgeleiden waarin ze terecht was gekomen. Anouk Kootstra: 'Sociale klasse zit in alles, en de effecten ervan kunnen groot zijn' De jury noemt het essay van Kootstra 'niet alleen goed geschreven, persoonlijk, grappig, maar ook een serieuze analyse van een maatschappelijk verschijnsel dat een taboe is.'
De Loep 2023 kreeg ze voor het onderzoek dat zij samen deed met Bas Belleman, Sümeyye Ersoy, Salwa van der Gaag, Belia Heilbron en Merijn van Nuland. Het onderzoeksteam kreeg dit voor hun onderzoek naar het in kaart brengen van het in 2012 ingevoerde fraudeopsporingssysteem van de Dienst Uitvoering Onderwijs (DUO) in de strijd tegen fraude met de basisbeurs voor uitwonenden. Er bleken opvallend vaak studenten met een niet-westerse migratieachtergrond benaderd te worden. De risico-indicatoren waarmee het algoritme werd gevoed bleken door DUO zelf te zijn bedacht en niet wetenschappelijk onderbouwd. Ook bleken de controleurs die vast moesten stellen of een student met een uitwonendenbeurs op het opgegeven adres woonde, vaak niet objectief te zijn geweest. Het juryrapport noemde de verhalen 'ontluisterend en boosmakend' maar roemde de 'zorgvuldige onderzoeksmethode en de goed onderbouwde, spijkerharde conclusie'. Het onderzoek was een samenwerking van Investico, Trouw, De Groene Amsterdammer, het Hoger Onderwijs Persbureau en NOS op 3.
Samen met Romy van der Burgh, Belia Heilbron, Jeanine Duijst en Salwa van der Gaag deed ze onderzoek naar de vraag: Bestaat klassenjustitie in Nederland? Hun Klassenjustitie in Nederland: lager op de ladder, zwaarder gestraft dat gemaakt werd voor De Groene Amsterdammer, NOS op 3 en Investico werd bekroond met De Loep 2024 in de categorie ‘Signalerend’. 

## Prijzen
- 2024 - De Loep
- 2023 - De Loep
- 2020 - Joost Zwagerman Essayprijs
- 2019 - De Tegel
- 2012 – Beste UvA docent Award
- 2012 - Robbert Dijkgraaf essayprijs

- Digitale Bibliotheek voor de Nederlandse Letteren: koot024